# 글로벌 워밍 (2011년 영화)
《글로벌 워밍》(Global Warming)은 이탈리아에서 제작된 피터 바독스 감독의 2011년 실험 영화이다. 